# Józef Konstanty Kownacki
Józef Konstanty (Konstanty Józef) Kownacki herbu Ślepowron (zm. w 1771 roku) – miecznik urzędowski w 1771 roku, wojski mniejszy urzędowski w latach 1766–1771, skarbnik urzędowski w latach 1760–1766, komornik graniczny chełmski w 1754 roku, sędzia grodzki lwowski w latach 1759-1764.
W 1764 roku jako poseł ziemi łukowskiej na sejm elekcyjny był elektorem Stanisława Augusta Poniatowskiego z województwa lubelskiego.